# Mathis Grossmann

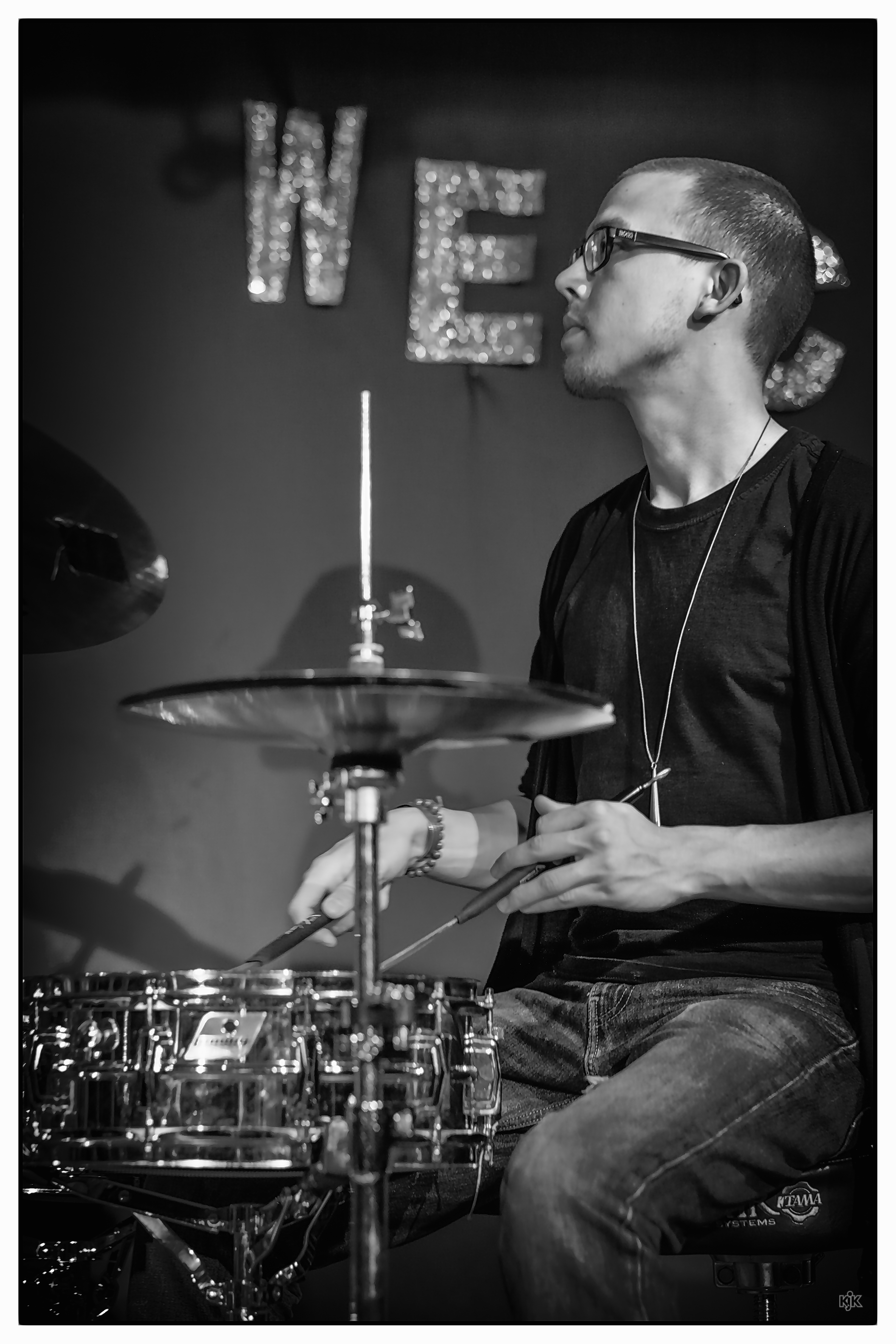
Mathis Grossmann (2019)

Mathis Grossmann (* um 1990) deutscher Jazzmusiker (Schlagzeug, Electronics, Komposition) und Musikproduzent, der unter dem Projektnamen Magro auftritt.

## Leben und Wirken
Grossmann spielte als Kind zusammen mit seiner Mutter, einer Pianistin, alle Beatles-Songs, um dann den Jazz zu entdecken. Er studierte in Mainz an der Musikhochschule Jazz-Schlagzeug und spielte in diversen Bands, etwa seit 2011 bei The Ropesh (gleichnamiges Album 2013) und seit 2013 bei Kerstin Haberecht (Essence, 2016). 2017 zog er nach Berlin, wo sich für ihn als Produzent eine neue Welt des Musikmachens erschloss: „die Kombination aus Live-Musik und produzierter Musik – immer mit dem Anspruch, musikalisch offen zu bleiben.“ Neben seiner Arbeit als Produzent, etwa für Kenny Wesley, J. Lamotta, Leona Berlin oder Stimulus, veröffentlichte Grossmann unter seinem Projektnamen Magro 2021 zunächst ein „Beat Tape“ (Magro/Bandcamp); kurz darauf folgte sein Debütalbum „Trippin“ (Henni Records), an dem Kurt Rosenwinkel, Sängerin Leona Berlin und US-Rapper TwizzMatic beteiligt waren. Das Album wurde 2022 mit dem Deutschen Jazzpreis als „Debütalbum des Jahres“ ausgezeichnet.